# Nicorești (okręg Bacău)
Nicorești – wieś w Rumunii, w okręgu Bacău, w gminie Pârgărești. W 2011 roku liczyła 843 mieszkańców.